# غيل هانسون
غيل هانسون (بالإنجليزية: Gail Hanson) هي فيزيائية أمريكية، ولدت في 22 فبراير 1947 في دايتون في الولايات المتحدة.